# Девулф, Филип
Филип Девулф (нидерл. Filip Dewulf; родился 15 марта 1972 года в Моле, провинция Антверпен, Бельгия) — бельгийский теннисист и спортивный журналист. Победитель трёх турниров АТР (два — в одиночном разряде); полуфиналист одного турнира Большого шлема в одиночном разряде (Roland Garros-1997).

## Игровая карьера
Свои первые матчи в профессиональных турнирах Филип Девулф провёл в августе 1990 года в «челленджере» в бельгийском городе Кнокке-Хейст, дойдя в одиночном разряде до четвертьфинала. На следующий год Девулф стал чемпионом Бельгии в одиночном разряде и дебютировал в составе сборной Бельгии в Кубке Дэвиса. В 1992 году он завоевал свои первые титулы в парном разряде на «челленджерах» в Женеве и Касабланке, где его партнёром был ещё один бельгиец Том Ванхаудт, а в одиночном разряде в Женеве дошёл до финала.
В 1993 году в коллекции трофеев Девулфа появился первый титул в турнирах основного тура АТР: в паре с Ванхаудтом он победил на Открытом чемпионате Хорватии. Эта победа стала второй в целой серии: до этого Девулф и Ванхаудт победили на «челленджере» в Граце, а сразу после этого — в Будапеште, в итоге к октябрю достигныв в парном рейтинге ATP 125-й строчки. В сентябре он также способствовал выходу сборной Бельгии в Мировую группу Кубка Дэвиса, переиграв Фернандо Мелигени в матче с командой Бразилии. На следующий год Девулф обеспечил бельгийцам выживание в Мировой группе, в одиночку решив исход матча плей-офф со сборной Израиля, где победил во всех трёх своих играх. Год он впервые закончил на лучшем среди бельгийских игроков месте в рейтинге.
В октябре 1995 года в Вене Девулф, занимавший в одиночном рейтинге АТР 119-е место, последовательно переиграл четырёх соперников, занимавших более высокие места, в том числе местных фаворитов — 17-ю ракетку мира Гильберта Шаллера и третью ракетку мира Томаса Мустера — по пути к первому в карьере титулу в турнирах АТР в одиночном разряде. Кроме того, это была первая победа бельгийского теннисиста в одиночном разряде в АТР-туре с 1976 года, когда в Цюрихе стал победителем Бернар Миньо.
Два года спустя Девулф, на тот момент бывший в рейтинге лишь 122-м, добился лучшего в карьере результата на турнирах Большого шлема, став полуфиналистом Открытого чемпионата Франции после победы в четвёртом раунде над седьмой ракеткой мира Алексом Корретхой. В 2011 году спортивная газета L’Équipe назовёт Девулфа — единственного, кому удалось дойти до полуфинала Открытого чемпионата Франции после выхода из квалификационного турнира — самым неожиданным полуфиналистом за историю этого соревнования. В июле 1997 года на Открытом чемпионате Австрии в Кицбюэле он повторил свой венский успех, победив на пути к чемпионскому титулу занимавшего шестое место в рейтинге Евгения Кафельникова. Эти успехи позволили ему стать первым в истории бельгийским теннисистом в Top-50 рейтинга АТР и к сентябрю подняться в рейтинге до 39-го места. В сентябре Девулф снова помог бельгийской сборной вернуться в Мировую группу Кубка Дэвиса: в плей-офф бельгийцы играли с действующими обладателями Кубка — сборной Франции — и одержали победу со счётом 3:2, причём Девулф, победивший в первой же игре Фабриса Санторо, был одним из трёх бельгийских теннисистов, выигравших свои одиночные встречи (две других победы одержали Йохан ван Херк и Кристоф ван Гарссе). За год Девулф заработал на корте без малого полмиллиона долларов.
В следующем году Девулф в четвёртый раз подряд финишировал как лучший бельгиец в рейтинге, пробившись в четвертьфинал Открытого чемпионата Франции. В этом сезоне на его счету были также полуфинал Открытого чемпионата Швейцарии и победа над седьмой ракеткой мира Томасом Энквистом на Открытом чемпионате Италии. Однако травмы щиколотки и колена, полученные во второй половине этого года и в 1999 году, фактически положили конец игровой карьере Девулфа — пропустив весь осенний сезон 1998 года, в 1999 году он лишь раз сумел пробиться на турнирах АТР дальше первого раунда. После нескольких успешных выступлений в «фьючерсах» и «челленджерах» в 2000 году он объявил об окончании выступлений в апреле 2001 года.
За время выступлений Филип Девулф сыграл за сборную Бельгии в Кубке Дэвиса 21 матч, что обеспечило ему место в числе теннисистов, удостоенных награды «За верность» от Международной федерации тенниса (ITF). В 2013 году эта награда была вручена в Шарлеруа ему и Оливье Рохусу. После окончания игровой карьеры Девулф работает как журналист в крупнейшей бельгийской газете Het Laatste Nieuws.

## Положение в рейтинге в конце сезона
| Разряд    | 1990 | 1991 | 1992 | 1993 | 1994 | 1995 | 1996 | 1997 | 1998 | 1999 | 2000 |
| --------- | ---- | ---- | ---- | ---- | ---- | ---- | ---- | ---- | ---- | ---- | ---- |
| Одиночный | 517  | 279  | 172  | 168  | 134  | 65   | 96   | 41   | 55   | 326  | 161  |

## Выступления на турнирах

### Финалы турнировATPв одиночном разряде (2)
| Титулы                     |
| -------------------------- |
| Турниры Большого Шлема (0) |
| Masters Cup (0)            |
| ATP Masters (0)            |
| ATP International Gold (0) |
| ATP International (2+1)    |

| Титулы по покрытиям | Титулы по месту проведения матчей турнира |
| ------------------- | ----------------------------------------- |
| Хард (0)            | Зал (1)                                   |
| Грунт (1+1)         | Зал (1)                                   |
| Трава (0)           | Открытый воздух (1+1)                     |
| Ковёр (1)           | Открытый воздух (1+1)                     |

| Результат | №  | Дата            | Турнир            | Покрытие | Соперник в финале | Счёт            |
| Победа    | 1. | 16 октября 1995 | Вена, Австрия     | Ковёр(i) | Томас Мустер      | 7-5 6-2 1-6 7-5 |
| Победа    | 2. | 21 июля 1997    | Кицбюэль, Австрия | Грунт    | Хулиан Алонсо     | 7-6(2) 6-4 6-1  |

### Финалы турнировATPв парном разряде (1)
| Результат | №  | Дата            | Турнир         | Покрытие | Партнёр      | Соперники в финале          | Счёт    |
| Победа    | 1. | 23 августа 1993 | Умаг, Хорватия | Грунт    | Том Ванхаудт | Хорди Арресе Франсиско Роиг | 6-4 7-5 |